# Alan Reed
Pour les articles homonymes, voir Reed.
Alan Reed est un acteur américain né le 20 août 1907 à New York, New York (États-Unis), décédé le 14 juin 1977 à Los Angeles (Californie).

## Filmographie
- 1937 : Porky's Romance : Opening Announcer (voix)
- 1944 : Jours de gloire (Days of Glory) : Sasha
- 1945 : La Grande Dame et le Mauvais Garçon (Nob Hill) : Dapper Jack Harrigan
- 1946 : Le Facteur sonne toujours deux fois (The Postman Always Rings Twice) : Ezra Liam Kennedy
- 1950 : Perfect Strangers : Harry Patullo
- 1950 : Emergency Wedding (en) : Tony
- 1951 : The Redhead and the Cowboy (en) de Leslie Fenton : Col. Lamartine (Confederate leader)
- 1951 : Si l'on mariait papa (Here Comes the Groom) : Walter Godfrey
- 1952 : Viva Zapata! : Pancho Villa
- 1952 : Actor's and Sin : Jerome (J.B.) Cobb (Woman of Sin sequence)
- 1952 : Teachers are People : Narrator
- 1952 : Two Weeks Vacation : Narrator
- 1952 : Life with Luigi (série télévisée) : Pasquale (1952)
- 1953 : Father's Day Off : Radio Voice #1 (voix)
- 1953 : J'aurai ta peau (I, the Jury) d'Harry Essex : George Kalecki
- 1953 : Geraldine de R. G. Springsteen : Frederick Sterling
- 1954 : Duffy's Tavern (série télévisée) : Charlie Finnegan
- 1954 : Les femmes mènent le monde (Woman's World) : Tomaso
- 1955 : Horizons lointains (The Far Horizons) : Charboneau
- 1955 : La Belle et le clochard (Lady and the Tramp) : Boris (voix)
- 1955 : Andy's Gang (série télévisée) : The Poet (voix)
- 1955 : El Tigre (Kiss of Fire) : Sergeant Diego
- 1955 : La Maison des otages (The Desperate Hours) : Detective
- 1956 : Time Table (en) de Mark Stevens : Al Wolfe
- 1956 : Bungalow pour femmes (The Revolt of Mamie Stover) : Capt. Gorecki
- 1956: Rira bien (He Laughed Last) de Blake Edwards : Big Dan Hennessy
- 1957 : Les Plaisirs de l'enfer (Peyton Place) : Matt
- 1957 : Mr. Adams and Eve (série télévisée) : J.B. Hafter (1957-58)
- 1958 : La Ronde de l'aube (The Tarnished Angels) : Colonel T. J. Fineman
- 1958 : Marjorie Morningstar d'Irving Rapper : Puddles Podell
- 1959 : Les Aventures d'Aladin (1001 Arabian Nights) de Jack Kinney : le sultan (voix)
- 1960 : Peter Loves Mary (série télévisée) : Happy Richman
- 1961 : Diamants sur canapé (Breakfast at Tiffany's) de Blake Edwards : Sally Tomato
- 1962 : The New Hanna-Barbera Cartoon Series (série télévisée) : Dum Dum
- 1966 : Alice in Wonderland or What's a Nice Kid Like You Doing in a Place Like This? (TV) : The Talking Caterpillar (Fred Flintstone)
- 1966 : The Man Called Flintstone : Fred Flintstone (voix)
- 1966 : Space Ghost (série télévisée) : Glasstor (voix)
- 1969 : In Name Only (TV) : Phil Haskell
- 1969 : A Dream of Kings : Fig King
- 1970 : Where's Huddles? (série télévisée) : Mad Dog Maloney (voix)
- 1971 : The Pebbles and Bamm-Bamm Show (série télévisée) : Fred Flintstone (voix)
- 1971 : Shinbone Alley : Big Bill (voix)
- 1972 : The Flintstones Comedy Hour (série télévisée) : Fred Flintstone (voix)
- 1977 : Fred Flintstone and Friends (série télévisée) (voix)
- 1978 : The Seniors (en) de Rodney Amateau : Professor Heigner
- 1985 : Créature : scénario (avec William Malone)
- 1994 : Alapalooza: The Videos (vidéo) : Fred Flintstone (voix)
- 1996 : 'Weird Al' Yankovic: The Videos (vidéo) : Fred Flintstone (voix)